# Ли Нин
Ли Нин (кит. упр. 李宁, пиньинь Lǐ Níng, родился 8 сентября 1963 года) — китайский гимнаст и предприниматель, трёхкратный олимпийский чемпион 1984 года, двукратный чемпион мира. Основатель компании Li-Ning, производящей спортивную одежду.
Самый титулованный китайский гимнаст в истории мужской китайской гимнастики — выиграл 6 медалей на Олимпийских играх и 11 медалей на чемпионатах мира.

## Биография
Родился 8 сентября 1963 года в Лючжоу в чжуанской семье. Его отец был учителем музыки, поэтому с ранних лет стал развивать у сына музыкальный талант. Когда из-за травмы голосовых связок Ли Нин на несколько дней потерял возможность петь, он решил начать заниматься на турнике. Он стал активно заниматься гимнастикой и уже в 1971 году в возрасте 8 лет попал в команду Гуанси-Чжуанского автономного района по спортивной гимнастике.
C 1980 года выступает в составе сборной Китая. В 1982 году на 6-м кубке мира по спортивной гимнастике в Загребе завоевал шесть золотых медалей из семи, благодаря чему получил титул «принца гимнастики».

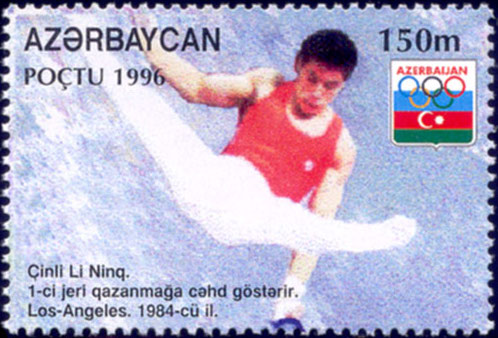
На почтовой марке Азербайджана, 1996

Ли сильнее всего отличился на летних олимпийских играх 1984 года, выиграв 6 медалей, в том числе 3 золотых (в вольных упражнениях, на коне и кольцах) и 2 серебряных.
В 1988 Ли закончил спортивную карьеру, а в 1990 основал компанию под своим именем «Li Ning Company Limited», производящую спортивную одежду и обувь в Китае. Является председателем совета директоров.
Ли внесён в Международный зал славы гимнастики в 2000 году, став первым китайским спортсменом, попавшим туда.
На церемонии открытия олимпиады в Пекине Ли Нин зажёг факел олимпийского огня, взлетев под крышу стадиона и «пробежав» круг в воздухе, поддерживаемый тросами.
Ли получил диплом бакалавра юридических наук и MBA в Пекинском университете (2002). В настоящий момент проживает в Гонконге по программе вида на жительство.
Есть собственная гимнастическая школа на юге КНР.

## Личная жизнь
В 1993 году Ли Нин женился на прославленной гимнастке Чэнь Юнъянь.